# Кити, Карло

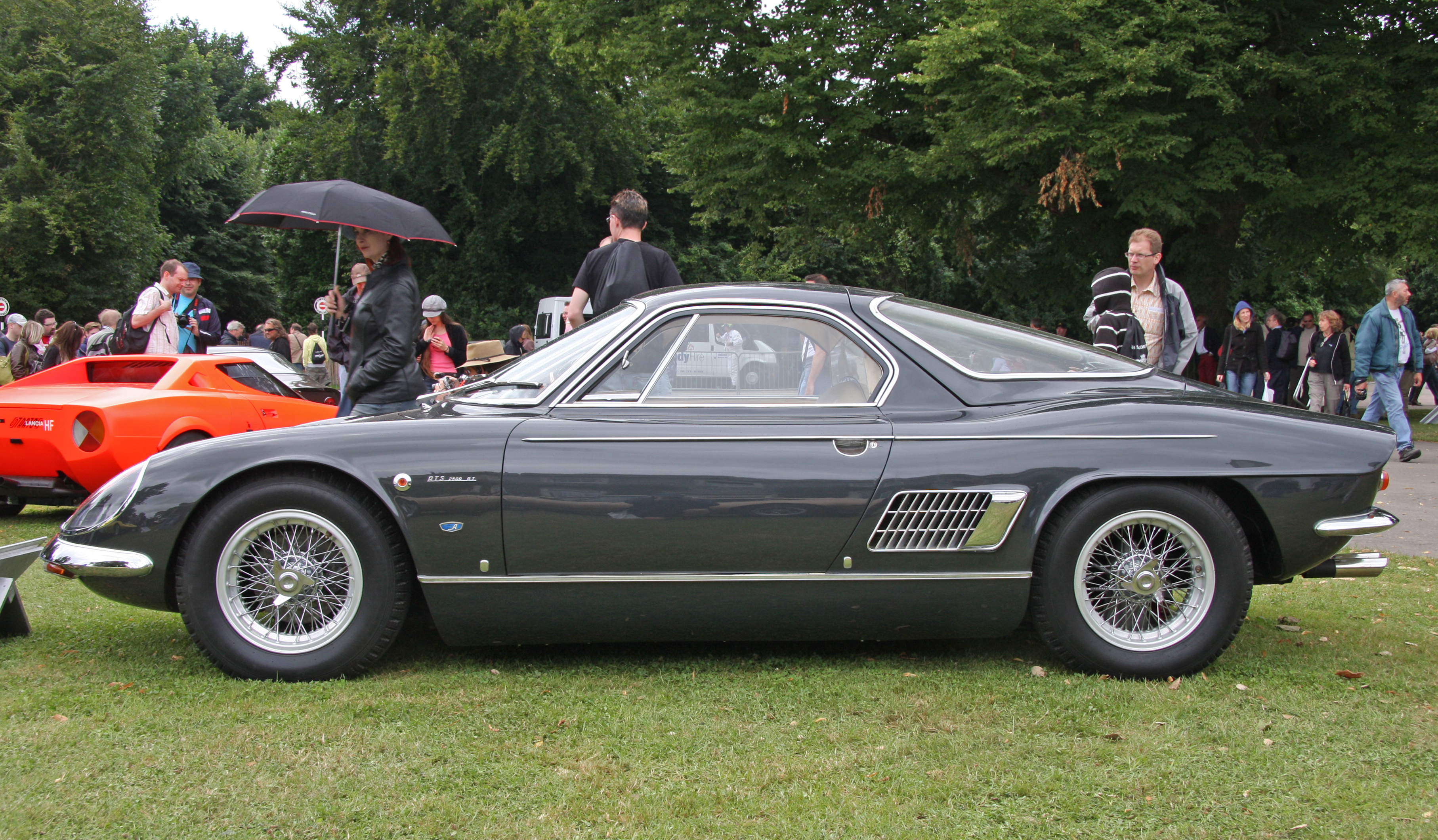
1963 ATS 2500 GT, сделанный Карло Чити

Карло Кити (итал. Carlo Chiti; 19 июля 1924, Пистоя — 7 июля 1994, Милан) — бывший итальянский инженер гоночных автомобилей и двигателей. Кити известен по своей долгой работе в гоночном отделе Autodelta Alfa Romeo.
Он родился в Пистои. В Пизанском университете в Италии в 1953 году получил степень аэрокосмического инженера. В Alfa Romeo он пришёл в 1952 году, где разработал гоночную Alfa Romeo 3000 CM, а впоследствии он перебрался в Феррари, когда гоночный отдел Альфы закрылся в конце 1950-х годов.
В Феррари он участвовал в создании дизайна известных автомобилей Ferrari 156 Sharknose, на которых Фил Хилл выиграл чемпионат 1961 года. Немного позднее Кити был частью команды ATS Формулы-1, командой сформированной из числа недовольного персонала Феррари. Проект ATS не имел успеха и просуществовал недолго.
Позднее в 1963 году, Кити перебрался в новый свой проект гоночных соревнований Autodelta. Он вновь зажёгся в Alfa Romeo, где он разработал V8 и затем flat-12 для гоночных моделей Alfa Romeo Tipo 33. Всё это вскоре принесло успех Alfa отметилась победой в мировом чемпионате в 1975 году. В это время Карло Кити вновь вернулся к Формуле-1, когда команда Брэбем подписала соглашение с Alfa Romeo об использовании двигателей Кити. В результате Ники Лауда выиграл 2 гонки на Brabham BT46 с двигателем от Alfa в сезоне 1978 года Формулы-1. Позже дизайнер Брэбема Гордон Мюррей(Gordon Murray) убедил Кити производить V12 двигатель, для достижения граунд-эффекта для своих командных автомобилей. В ходе сезона 1979 года, в результате давления Кити, Alfa Romeo дала Autodelta возможность начать развивать автомобили для Формулы-1 для своих нужд. Партнерство с Брэбемом закончилось ещё до конца сезона.
Проект Alfa Romeo в Формуле-1 не был по-настоящему успешен. В 1984 году, Кити покинул проект и устроился в другую компанию Motori Moderni, которая концентрировалась на производстве двигателей только для Формулы-1. Сразу же команда выпустила V6 турбированный двигатель, который использовался мелкой итальянской командой Минарди. Когда наступил запрет на турбированные двигатели в Формуле-1, Кити разработал новый 3.5 литровый атмосферный двигатель Flat-12. Он был сразу взят на вооружение в Subaru, который использовался ими под своей маркой в своих полностью неудачных выступлениях в Формуле-1 в команде Колони в ходе сезона 1990 года. Этот проект в итоге был заброшен в середине сезона.
Карло Кити умер в 1994 году в Милане.
В 1999 году, Koenigsegg приобрел чертежи, механические устройства и патент на неиспользуемый 4-х литровый двигатель flat-12 Карло Кити, разработанный для Формулы-1.